# 特洛古斯
特洛古斯（英語：Gnaeus Pompeius Trogus），出生于韦松拉罗迈讷，约活动于公元前1世纪前后。古罗马历史学家之一，著有《腓力比史》的缩编本，该书在中世纪流传甚广。

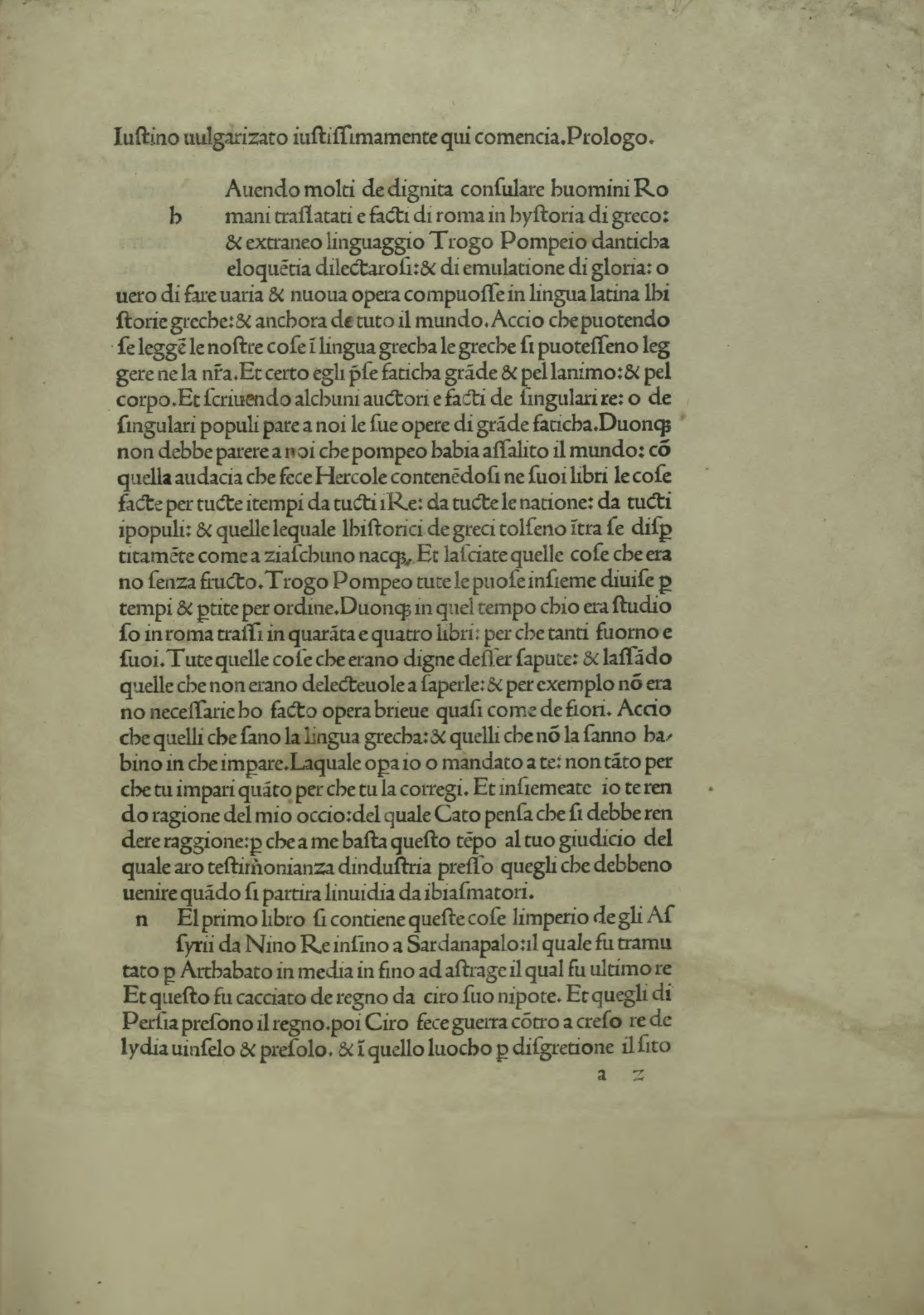
Epitome historiarum Trogi Pompeii

## 扩展阅读
- 本条目包含来自公有领域出版物的文本: Chisholm, Hugh (编).  (第11版). London: Cambridge University Press. 1911.